# Tamuz
Tamuz (תַּמּוּז; del acadio du-muzu, nombre de la deidad babilonia de Tammuz, dios de la floración de primavera), es el décimo mes del calendario hebreo moderno, que comienza su cómputo a partir del mes de Tishrei con la Creación del mundo, y el cuarto mes según el ordenamiento de los meses en la Biblia, que comienza por Nisán, en conmemoración de la salida de los hebreos de la esclavitud en Egipto.
El nombre otorgado al mes de Tamuz en la Biblia es simplemente "el cuarto mes", siguiendo la numeración ordinal, al igual que el resto de los meses del año hebreo en la Torá: "El mes cuarto, el nueve del mes, cuando arreció el hambre en la ciudad y no había pan para la gente del pueblo" (2Reyes 25:3).
Su nombre actual, Tamuz, tiene sus orígenes en los nombres de los meses de la antigua Babilonia, provenientes del idioma acadio, y de aquí fueron adoptados por los judíos allí desterrados entre 586 a. C. y 536 a. C., luego de haber sido llevados al exilio por el rey Nabucodonosor II. Tamuz no es recordado en la Biblia como nombre de este mes, sino al nombrar a la deidad homónima, el dios de la primavera y el florecimiento, que según la mitología babilónica, reinaba durante los tres meses de primavera -Nisán, Iyar y Siván- mientras que en Tamuz, al llegar el verano, Tammuz moría: "Me llevó a la entrada del pórtico de la Casa de Jehová que mira al norte, y vi que allí estaban sentadas las mujeres, llorando a Tammuz" (Ezequiel 8:14). El nombre babilonio del mes de Tamuz se conservó no solo en hebreo, sino también en otros idiomas de la zona de influencia, como el turco moderno, en el que el mes de julio se llama "Temmuz".
Tamuz cuenta siempre con 29 días, y es el mes que marca el comienzo del verano (boreal), paralelo a los meses gregorianos de junio y julio, según el año. Su signo del Zodíaco es Cáncer, por abundar los cangrejos en las aguas en esta época.

## Período
Durante los años 5761–5860 del calendario hebreo, Tamuz ocurre entre los siguientes períodos del calendario gregoriano:
| Duración de los años | Comienzo de Tamuz      | Fin de Tamuz            |
| -------------------- | ---------------------- | ----------------------- |
| 353 días             | 8 de junio–25 de junio | 7 de julio–24 de julio  |
| 354 días             | 8 de junio–27 de junio | 7 de julio–26 de julio  |
| 355 días             | 9 de junio–27 de junio | 8 de julio–26 de julio  |
| 383 días             | 27 de junio–6 de julio | 26 de julio–5 de agosto |
| 384 días             | 29 de junio–7 de julio | 28 de julio–5 de agosto |
| 385 días             | 28 de junio–8 de julio | 26 de julio–6 de agosto |

## Festividades judías en Tamuz

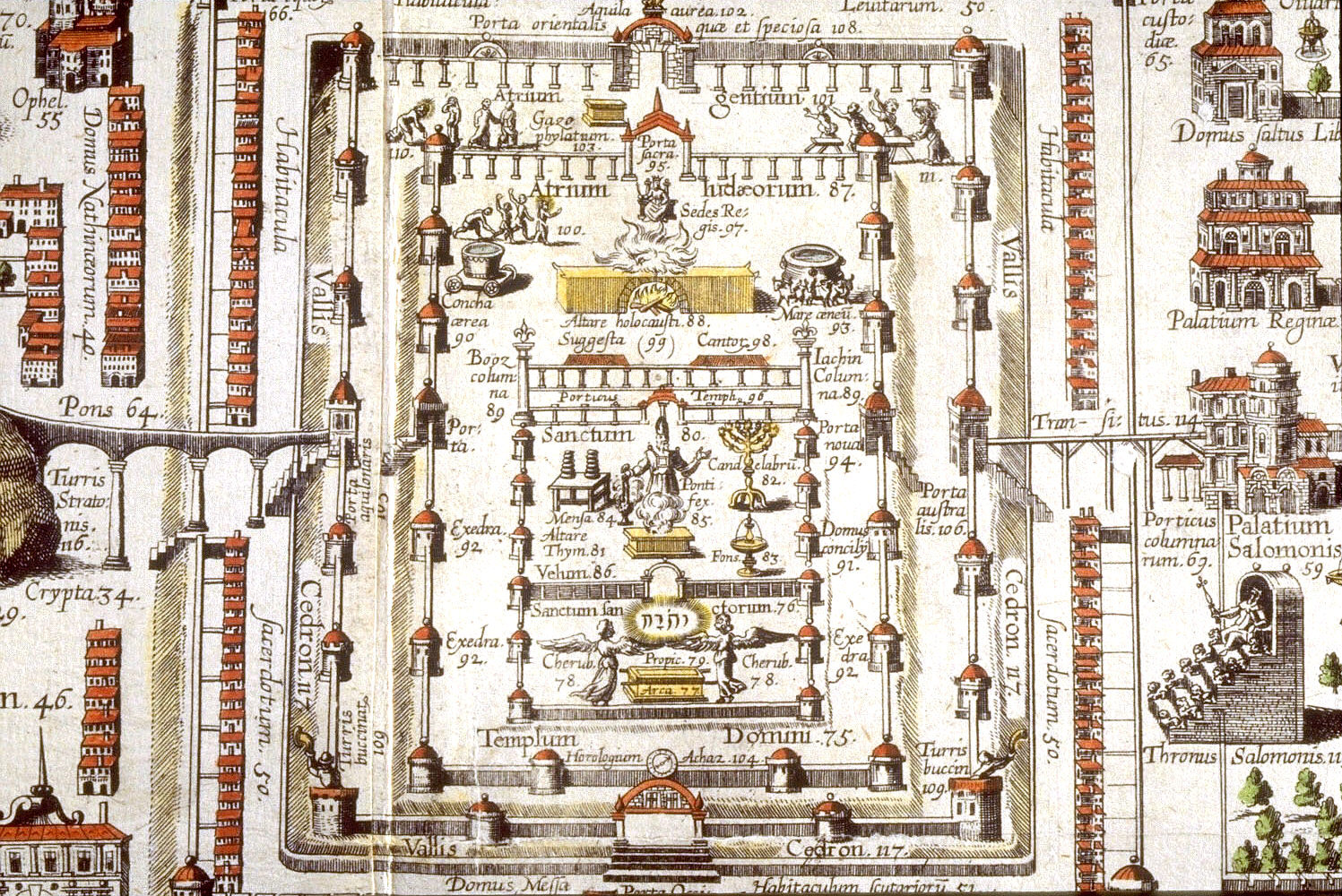
El Templo del Rey Salomón (1584). Christian van Adrichom (1533-1585).

- El Ayuno del 17 de Tamuz, es día de ayuno menor (observado desde la salida del sol al crepúsculo), y es el primero de los ayunos enlistados en la Biblia, llamado "el ayuno del cuarto mes" (Zacarias 8:19). Fue instituido en recuerdo de la ruptura de la murallas de Jerusalén durante ambos sitios a la ciudad: primera vez por Nabucodonosor de Babilonia, el 9 de Tamuz de 586 a. C., y por segunda vez por el comandante de las legiones romanas, Tito, el día 17 de Tamuz del año 70, que devino tres semanas más adelante en la caída de la ciudad y destrucción del segundo Templo de Jerusalén, el día 9 de Av del año 70.
- Los Yeméi ben HaMetsarim, o "días de la angostura" (Lamentaciones 1:3: "Judá está desterrada, en postración y en extrema servidumbre. Sentada entre las naciones, no encuentra sosiego. La alcanzan todos sus perseguidores entre las angosturas"), es el nombre que recibe el periodo de tres semanas que comienza con el ayuno del 17 de Tamuz, y culmina el 9 de Av, día de duelo nacional por la destrucción de ambos templos, y otras calamidades que acaecieron a los judíos el mismo día - Daniel 10:2-3: "En aquel tiempo, yo, Daniel, hice penitencia durante tres semanas: no comí alimento sabroso; ni carne ni vino entraron en mi boca, ni me ungí, hasta el término de estas tres semanas"..